# Park w Stroniu
Park w Stroniu – zabytkowy park z XIX w. mieszczący się w miejscowości Stronia w gminie Bierutów. Stanowi część zespołu dworskiego z 1840 r.